# Illa Bagaud
L'Illa Bagaud o illot de Bagaud (en francès: île de Bagaud) és la més petita de les Illes d'Ieras es troba al departament de Var dins del municipi d'Hyères a la costa mediterrània de França, fa 45 hectàrees. Està deshabitada i és d'accés prohibit. Propera a les illes de Port Cros i Pòrcaròlas, és part de la reserva natural del Parc nacional Port-Cros.

## Descripció
L'illa és entrecreuada per quatre antigues bateries: Batterie du Nord, du Centre, du Sud i de l'Est. L'illa té fama d'estar infestada de rates, alguns fins i tot afirmen que els acoblament seria perillós. Aquesta llegenda té el mèrit de mantenir lluny els curiosos i mantenir així la prohibició formal d'acoblament.

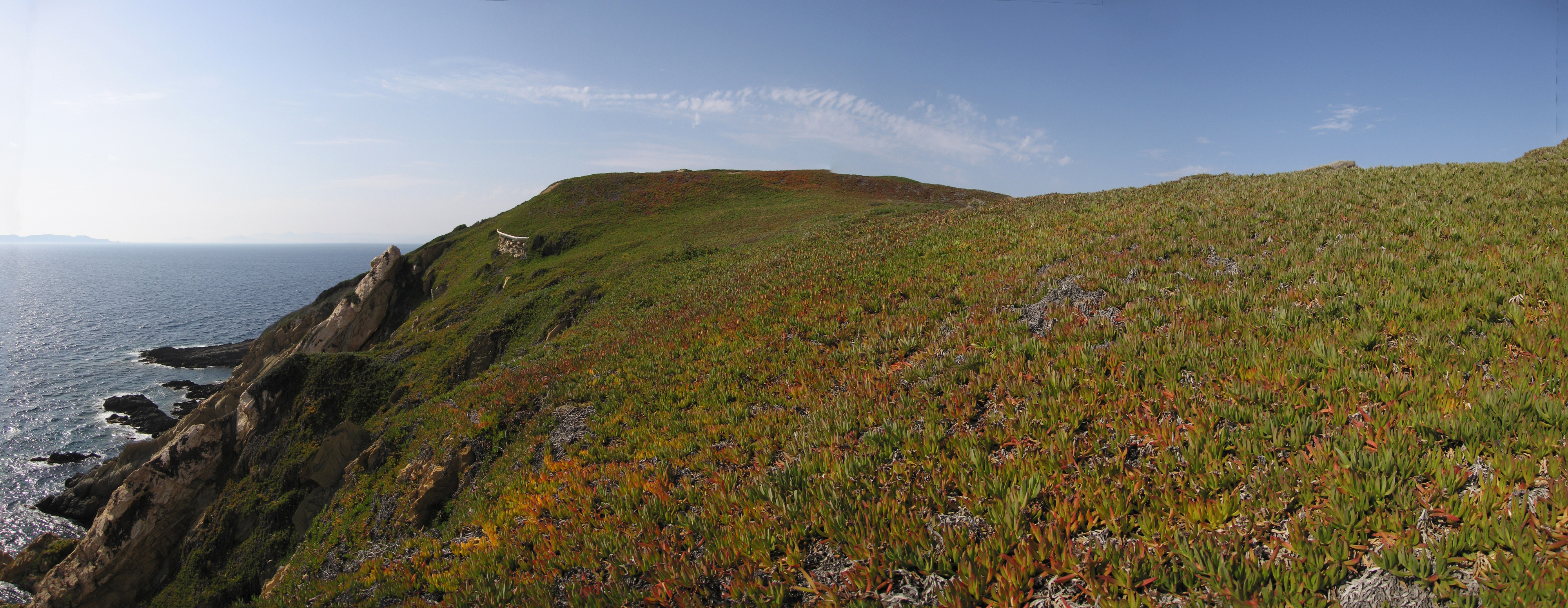
Zona envaïda pel Carpobrotus a l'illa de Bagaud